# Johann Leitner
Johann Leitner (26. listopadu 1861 Falknov nad Ohří – ???) byl rakouský a český právník a politik německé národnosti, na přelomu 19. a 20. století poslanec Českého zemského sněmu.

## Biografie
Roku 1879 vystudoval gymnázium a roku 1883 práva na Vídeňské univerzitě. Pak byl na praxi ve Vídni a Mostu a roku 1891 si otevřel v Mostu vlastní advokátní kancelář.
Koncem století se zapojil do zemské politiky. V doplňovacích volbách v prosinci 1892 byl zvolen do Českého zemského sněmu za městskou kurii (volební obvod Most, Bílina, Horní Litvínov). Mandát obhájil v řádných volbách v roce 1895. Uvádí se jako německý liberál (Německá pokroková strana).